# (4954) Эрик
(4954) Эрик (лат. Eric) — околоземный астероид из группы Амура (II), который принадлежит к светлому спектральному классу S. Он был открыт 23 сентября 1990 года американским астрономом Б. Романом в Паломарской обсерватории и назван древним норвежским именем — Эрик. 

Орбита астероида Эрик и его положение в Солнечной системе
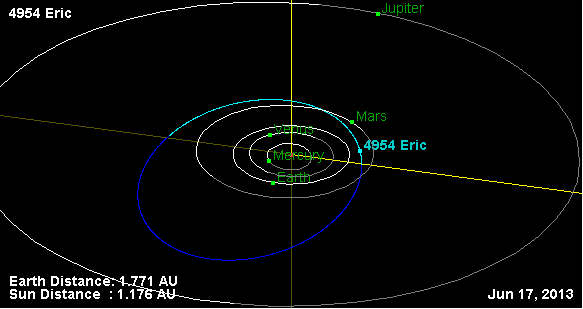
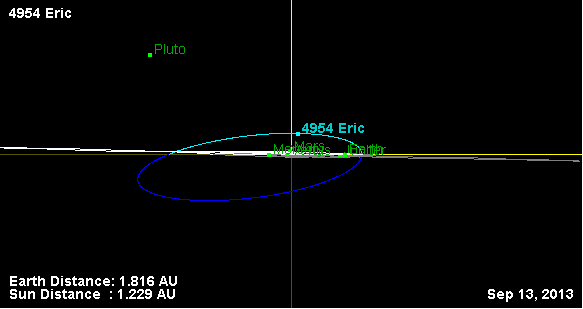
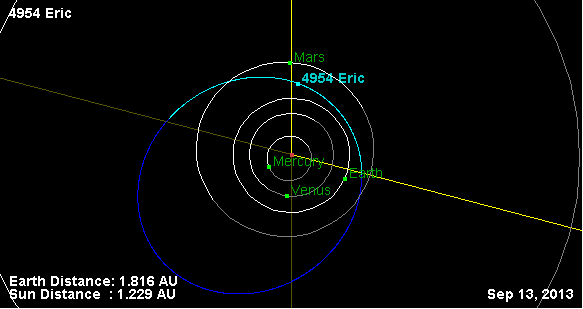